# Стрельба в школе Оксфорда
Стрельба в школе Оксфорда — массовое убийство, произошедшее 30 ноября 2021 года в старшей школе города Оксфорд, (штат Мичиган, США), когда 15-летний ученик Итан Крамбли открыл огонь из полуавтоматического пистолета по ученикам и персоналу учебного заведения, в результате чего на месте были убиты трое и ранены восемь человек, позже ещё один человек скончался в больнице. Нападавший был задержан сотрудниками полиции. 8 декабря 2023 Итан Крамбли был приговорён к пожизненному заключению без права на условно-досрочное освобождение.

## Стрельба
По камерам видеонаблюдения, установленным в учебном заведении, видно, что 30 ноября 2021 года около 12:49 утра (вскоре после начала перемены) 15-летний ученик школы Итан Крамбли зашёл в мужскую уборную в южном крыле школы с рюкзаком за плечами, и примерно через минуту вышел оттуда без рюкзака и с полуавтоматическим пистолетом в руках, незамедлительно открыв огонь по всем людям, находившимся в его поле зрения. Сразу после этого учащиеся и персонал начали бежать от медленно продвигавшегося по коридору стрелка.
В то же самое время после первых выстрелов через внутреннюю систему оповещения остававшихся в классах учеников и учителей предупредили о стрельбе на территории учебного заведения, указав им оставаться в помещениях и баррикадировать двери, что и было ими выполнено. Благодаря своевременным действиям учащихся и сотрудников школы, стрелявшему не удалось проникнуть ни в одну из классных комнат. Первые звонки с сообщениями о стрельбе в учебном заведении поступили в полицию в 12:51 утра, и уже через 4 минуты сотрудники правоохранительных органов прибыли в школу, практически сразу обезвредив нападавшего. Сопротивления при задержании он не оказал.
По словам Майкла МакКейба, заместителя шерифа, в течение пяти минут до момента задержания Крамбли успел произвести 23 выстрела, израсходовав один 15-зарядный магазин патронов и половину второго. При стрелке были обнаружены ещё два снаряженных пятнадцатизарядных магазина.
К моменту задержания стрелявшего из школы было эвакуировано несколько сотен учащихся и сотрудников, некоторые из них укрылись в находящемся недалеко от школы магазине сети «Meijer». Несколько учащихся укрылись также и в домах местных жителей, находящихся недалеко от учебного заведения.

## Пострадавшие
В результате стрельбы на месте погибли трое учеников — 17-летние Мэдисон Балвин и Джастин Шиллинг, и 14-летняя Ханна Дулианна. Ещё один ученик — 16-летний Тейт Майер — скончался от ранений в больнице на следующее утро. Кроме того, семь человек, включая одного учителя, получили ранения.

## Расследование
Вскоре после массового убийства сотрудниками правоохранительных органов было установлено, что в школе ежегодно проводились учения на случай начала активной стрельбы, а само учебное заведение было оборудовано дополнительными новейшими системами безопасности, в частности пуленепробиваемыми дверями и  системой автоматического закрытия дверных замков в классных комнатах и дверях между разными частями здания, что позволило в короткий промежуток времени изолировать стрелявшего в ограниченном пространстве и не дало ему возможности проникнуть в классы с учениками и другие части здания.
Также стало известно, что администрация учебного заведения неоднократно получала информацию о готовившемся вооруженном нападении, однако не придала ей должного внимания. Всего за несколько дней до нападения администрация учебного заведения уведомила учеников и их родителей о том, что слухи о якобы готовившейся стрельбе не нашли подтверждения.
8 декабря 2023 года 17-летний Итан Крамбли был приговорён к пожизненному заключению без права на условно-досрочное освобождение.

### Комментарии
1. ↑  Здесь и далее время указано в часовом поясе UTC−5.